# الجمعية الوطنية الفرنسية
الجمعية الوطنية الفرنسية (بالفرنسية: Assemblée nationale) تكون مع مجلس الشيوخ الفرنسي، البرلمان الفرنسي الحالي للجمهورية الفرنسية الخامسة. دوره الرئيسي هو مناقشة وتعديل والتصويت على القوانين والتشريعات. هذه المؤسسة، وبعكس مجلس الشيوخ الفرنسي، لديها صلاحية إسقاط وتغيير الحكومة، وهو مما ينبغي ألا تكون الأغلبية في المجلس تخالف الحكومة. مقر المجلس في قصر بوربون في باريس في فرنسا.
خلال أربعة انتخابات تشريعية بين 2002 و 2017، حافظ الحزب الرئاسي على الأغلبية في الجمعية الوطنية. في عام 2024، تم حل الجمعية الوطنية على عقب نتائج الانتخابات الأوروبية.
احتراما لمبدأ فصل السلطات، لا يمكن لرئيس الجمهورية المشاركة في نقاشات البرلمان.

## التاريخ
انتخب الفرنسيون ممثلين عنهم منذ 1789، ومنذ ذلك الوقت، طريقة الانتخاب وصلاحيات النواب تغيرا بشكل كبير على حسب الحقب التاريخية. الفترات التي تم فيها إلغاء البرلمان تزامنت مع تدهور كبير للحريات العامة.
تسمية البرلمان كذلك تغيرت عبر التاريخ. اسم الجمعية الوطنية تم اختياره في عام 1789، وأعيد استعمال هذا الاسم في عام 1848، ثم مجددا انطلاقا من عام 1946. اسم "مجلس الخمسة مائة" استعمل في عام 1795. من ضمن الأسماء الأخرى "غرفة نواب المقاطعات"، "غرفة الممثلين"، "المجلس التشريعي"، "غرفة النواب".

## مقر الجمعية
مقر الجمعية هو قصر بوربون الواقع في الدائرة السابعة لباريس في الضفة الشرقية لنهر السين منذ 1799.
يقع مقر الجمعية الوطنية بجوار مقر وزراة الشؤون الخارجية. المدخل الرئيسي للجمعية الوطنية هو رقم 126 شارع الجامعة. هناك مدخل آخر كذلك في شارع أريستيد-برياند. فندق لاساي هو الإقامة الرسمية لرئيس الجمعية الوطنية، وهو جزء من قصر بوربون.
تبلغ مساحة مقر الجمعية الوطنية 158 ألف متر مربع، وتضم 9500 مكتبا. إضافة لقصر بوربون، يضم مقر الجمعية أربع مباني أخرى مخصصة لمكاتب النواب ومساعديهم:
- مبنى من سبعة طوابق شيد في عام 1974 يقع في شارع الجامعة ويتصل بقصر بوربون عن طريق ممر تحت الأرض.
- مبنى يقع في نهج سان-جرمان شيد في عام 1986.
- مبنى تم شراءه في عام 2002 ويقع في شارع أريستيد-برايند، وهو المقر الرسمي السابق لحزب التجمع من أجل الجمهورية.
- فندق بروغلي-أوسانفيل الذي تم شراءه في عام 2016، وكان يضم مكاتب الوزراء. هذا الفندق سيتم تجديده ليحل محل المبنى الواقع في شارع أريستيد-برايند.[2]

تضم هذه المباني كذلك مختلف المصالح اللازمة لسير الجمعية الوطنية، مثل مصلحة المعلوماتية، مصلحة المحاسبة، ومصلحة الموارد البشرية.
هناك كذلك متجر رسمي تابع للجمعية الوطنية في شارع أريستيد-برايند.

## دور الجمعية الوطنية
الجمعية الوطنية هي إحدى مؤسسات الجمهورية الخامسة، وهي الغرفة السلفى للبرلمان الفرنسي، وتكون مع مجلس الشيوخ البرلمان الفرنسي. مهام الجمعية الوطنية هي الانتخاب على القوانين، مراقبة نشاط الحكومة وتقييم السياسيات العامة. صلاحيات الجمعية الوطنية محددة من قبل الدستور.
مؤسسات الجمهورية الخامسة التي تم وضعها في عام 1958 تتوافق مع أفكار شارل ديغول التي عبر عنها في عام 1946. لغاية 1962، وجب على السلطات العامة مواجهة الثورة الجزائرية. فيما بعد، بدأت مرحلة ثانية في تاريخ الجمهورية الخامسة، تميزت بانتخاب رئيس الجمهورية عن طريق الاقتراع المباشر، وظهور أغلبية موالية للرئيس في الجمعية الوطنية، وكذلك هيمنة الرئيس على مجال السياسة الخارجية للبلاد.
عموما الانتخابات بين 1974 و2007 لم تغير بشكل ملموس نشاط مؤسسات الجمهورية. تمت زيادة صلاحيات الجمعية الوطنية من خلال قانون دستوري في 23 يوليو-تموز 2008.

### مناقشة القوانين
نصوص القوانين بالإمكان اقتراحها سواء من طرف الوزير الأول (ويسمى النص بـ"مشروع قانون") أو من طرف النواب (ويسمى النص بـ"مقترح قانون"). بعض القوانين يمكن اقتراحها فقط من طرف الحكومة، مثل قوانين المالية. يمكن البدء في مناقشة مشاريع القوانين سواء في الجمعية الوطنية أو مجلس الشيوخ، باستثناء قوانين المالية التي يجب البدء في مناقشتها في الجمعية الوطنية أولا، في حين قوانين تنظيم الجماعات الإقليمية أو الهيئات الممثلة للفرنسين المقيمين خارج فرنسا يجب بدء مناقشتها في مجلس الشيوخ أولا.
القوانين العادية يتم البدء في مناقشتها في إحدى لجان البرلمان. خلال المناقشات في اللجنة أو جلسات البرلمان، بإمكان الحكومة أو البرلمان إضافة، تعديل، أو حذف مواد من القانون. هذه التعديلات تخضع لشروط، حيث لا يمكنها أن تسبب في تقليص الموارد العمومية أو تضخيم الوظائف العامة.
يمكن للحكومة أن تطلب من الجمعية الوطنية التصويت على كامل القانون مرة واحدة، أو التصويت على جزء فقط، مع الأخذ بعين الاعتبار التعديلات المقترحة من طرف الحكومة، أو التعديلات الموافق عليها من طرف الحكومة.
مشاريع أو مقترحات القوانين يتم مناقشتها بالتداول بين الجمعية الوطنية ومجلس الشيوخ إلى حين الاتفاق على نص مشترك.
في حال عدم الوصول إلى نص مشترك بعد قرائتين للنص من قبل غرفتي البرلمان (أو قراءة واحدة إذا قررت الحكومة تبني إجراء لتسريع المناقشة)، يمكن للوزير الأول، أو رئيسي غرفتي البرلمان (في حالة مقترح قانون)، استدعاء لجنة مختلطة متساوية التكوين مكلفة بإعداد نص مشترك. فيما بعد، يمكن للحكومة إيداع هذا النص المشترك للنقاش من قبل غرفتي البرلمان، مع عدم إمكانية قبول أي مقترح تعديل للنص دون موافقة الحكومة. إذا لم يتم تبنى النص المشترك للجنة المختلطة من قبل غرفتي البرلمان، بإمكان الحكومة طلب قراءة جديدة من قبل الجمعية الوطنية لإصدار قرار نهائي بخصوص نص القانون. في هذه الحالة، بإمكان الجمعية الوطنية التصويت سوءا على النص المشترك للجنة المختلطة، أو النص الأخير الذي صوتت عليه الجمعية، والمعدل من قبل مجلس الشيوخ.
يمكن إيداع القوانين قبل سنها (أو تشريعها) للمجلس الدستوري، سواء من قبل رئيس الجمهورية، الوزير الأول، رئيس الجمعية الوطنية، رئيس مجلس الشيوخ، ستين نائبا، أو ستين عضوا في مجلس الشيوخ.
رئيس الجمهورية هو المسؤول عن سن القوانين (أو تشريعها أو نشرها). يمكن لرئيس الجهورية طلب قراءة جديد لكل القانون أو بعض مواده من قبل البرلمان، ولا يمكن للبرلمان رفض هذا الطلب.
بطلب من الحكومة أو البرلمان، بإمكان رئيس الجمهورية تقديم القوانين للاستفتاء، وهذا يخص القوانين المتعلقة بالسلطات العامة، الإصلاحات المتعلقة بالسياسية الاقتصادية، الاجتماعية أو البيئية، أو تعديل الدستور. يمكن كذلك طلب استفتاء من قبل خمس (واحد من خمسة) أعضاء البرلمان مدعومين بعشر (واحد من عشرة) المنتخبين المسجلين في اللوائح الانتخابية.

### مراقبة نشاط الحكومة
يجب على الجمعية الوطنية مراقبة سياسية الحكومة، في هذا المجال، تملك الجمعية الوطنية صلاحيات أوسع من مجلس الشيوخ. يمكن للجمعية الوطنية التصويت على الثقة في الحكومة أو حجب الثقة عن الحكومة. عمليا هذا يعني أن غالبية البرلمان يجب أن يكون على اتفاق مع الحكومة حتى يمكن لهذه الأخيرة الاستمرار وممارسة دورها.

#### تصويت الثقة
يمكن للحكومة طلب تصويت ثقة من قبل الجمعية الوطنية فقط (وليس مجلس الشيوخ) على مشروع الحكومة أو خطاب السياسة العامة للوزير الأول. يجري التصويت على الثقة عادة بعد تكوين الحكومة وبعد تقديم الوزير الأول لبرنامج الحكومة أمام النواب. يمكن اعتبار تصويت الثقة على أنه طلب تزكية من البرلمان للوزير الأول وحكومته. يمكن للوزير الأول طلب تصويت ثقة خلال فترات أزمة ثقة في الحكومة، مثل جاك شابان دلماس، الوزير الأول للرئيس جورج بومبيدو، الذي طلب تصويت ثقة من الجمعية الوطنية في 23 يونيو-حزيران 1972 بعد فضيحة تخص تصريح الضرائب للوزير الأول. رغم حصول شابان دلماس على ثقة الجميعة الوطنية (368 صوتا لصالح مقابل 96 صوتا ضد)، استقال من منصبه في 5 يوليو-تموز 1972. منذ 1958 لغاية 2023، كان هناك 40 تصويت ثقة في الجمعية الوطنية.

#### تصويت حجب الثقة
يمكن للنواب طلب حجب الثقة عن الحكومة، شرط أن يكون عددهم عشر (واحد من عشرة) من أعضاء الجمعية الوطنية، ما يعادل حاليا 58 نائبا.
يجب على طلب حجب الثقة الحصول على الأغلبية الساحقة للأصوات، ما يعادل 289 صوتا على الأقل. النواب المتغيبون عن التصويت يتم اعتبارهم ضد طلب حجب الثقة، وهذا لتفادي توالي سقوط الحكومات الذي حصل في الأنظمة السابقة (الجمهورية الثالثة والرابعة). يجب إجراء التصويت في غضون 48 ساعة على الأقل من إيداع الطلب وبعد إجراء مناقشات، وهذا لإعطاء النواب وقتا للتفكير وحتى لا يصوتوا بتهور. إذا حصل طلب حجب الثقة على غالبية الأصوات، يجب على الوزير الأول تقديم استقالته لرئيس الجمهورية، لكن هذا الأخير غير ملزم بقبول الاستقالة. تسبب طلب حجب الثقة في سقوط العديد من الحكومات في الجمهورية الثالثة والرابعة، أما في الجمهورية الخامسة فقد حصل طلب حجب الثقة على غالبية الأصوات مرة واحدة فقط. تركيبة الجهورية الخامسة تعني عادة أن الأغلبية في البرلمان موالية لرئيس الجمهورية، ما يعني أن حظوظ طلب حجب الثقة في الحصول على غالبية الأصوات ضئيلة جدا، ولهذا يتم عادة استخدامها بشكل رمزي فقط من قبل أحزاب المعارضة للتعبير عن معارضتهم لسياسة الحكومة.
بين 1958 و2023، طلب حجب ثقة واحد فقط حصل على أغلبية الأصوات (والوحيدة لغاية الآن في تاريخ الجمهورية الخامسة)، في 5 أكتوبر-تشرين الأول 1962، ضد حكومة جورج بومبيدو، وهذا لمعارضة مقترح تعديل للدستور يخص التصويت في الانتخابات الرئاسية. رفض شارل ديغول طلب استقالة جورج بومبيدو، وقام عوضا عن ذلك بحل الجمعية الوطنية.

#### تحمل مسؤولية نص
يمكن للحكومة تبني مشروع قانون دون تصويت، نقاش، أو تعديلات على النص. هذا الإجراء يدعى بـ49.3، نسبة للفقرة الفرعية الثالثة من المادة التاسعة والأربعين للدستور. يمكن إيداع طلب حجب ثقة عن الحكومة خلال الأربع والعشرين ساعة بعد استعمال المادة 49.3, اذا تم تبنى طلب حجب الثقة، يتم رفض نص القانون، ويجب على الحكومة تقديم استقالتها، تطبيقا للمادة 50 من الدستور، لكن لم يسبق لهذا الحدوث في الجهورية الخامسة.
بين 1958 و2023، تم استعمال المادة 49.3 مائة مرة، بما في ذلك ثمانية وعشرين مرة من قبل الوزير الاول ميشيل روكارد (1988-1991) وأحد عشرة مرة من قبل حكومة إليزابيث بورن (2022-2024). بدءا من الفتاح من مارس-أذار 2009، تاريخ بداية تعديلات الدستور المقررة في 2008، تم حصر استخدام هذه المادة لقوانين المالية وقوانين تمويل الضمان الاجتماعي، وكذلك حصر استخدامها لمرة واحدة خلال دورة برلمانية.
ينتقد حزاب المعارضة استخدام المادة 49.3، ويعتبرون هذه الممارسة منافية للديموقراطية. عندما كان فرنسوا هولاند نائبا في حزب المعارضة عام 2006 ، ندد باستخدام هذه المادة، واعتبرها انتهاك لحقوق البرلمان. لكن فيما بعد، قام وزيره الأول مانوييل فالس باستخدام هذه المادة في عام 2015 خلال مناقشات قانون العمل.
مؤيدو المادة 49.3 يعتبرونها وسيلة لتفادي عرقلة البرلمان وكذلك تفادي النقاشات التي تدوم لمدة طويلة جدا حول القوانين المستعجلة.

#### وسائل أخرى لمراقبة الحكومة
يمكن للبرلمان الموافقة على إعلان الحرب، ويجب إعلام البرلمان حول التدخلات العسكرية خارج البلاد. يمكن للبرلمان كذلك تمديد فترة التدخلات العسكرية في الخارج. يوافق البرلمان كذلك على تمديد حالات الحصار أو حالة الطوارئ.
يوافق البرلمان على إتخاذ المراسيم من قبل الحكومة. هذه المراسيم يتم إقرارها في مجلس الوزراء بعد أخذ رأي مجلس الدولة.
رئيس الجهورية هو المسؤول عن مناقشة المعاهدات والمصادقة عليها، لكن أغلب المعاهدات يجب الموافقة عليها من قبل البرلمان قبل المصادقة عليها من قبل رئيس الجمهورية.
يمكن لكلا غرفتي البرلمان المصادقة على قرارات تعبر عن أمل أو انشغال، وتوجيهها للحكومة. يمكن لمؤتمر رؤساء المجموعات (أو الكتل) البرلمانية فيي الجميعة الوطنية إنشاء بعثات لتقصي الحقائق حول مشاريع المعاهدات الأوروبية.

#### طرح تساؤلات على الحكومة
يمكن للنواب استجواب أعضاء الحكومة عبر عدة وسائل.
الأسئلة الكتابية تجري خارج جلسة الأسئلة، وإجابات الوزراء (في غضون مهلة شهرين للإجابة) عن الأسئلة يتم نشرها في الجريدة الرسمية. يستعمل هذا الإجراء بشكل مكثف: في عام 1959 كان هناك 3700 سؤالا كتابيا، في عام 1994 تجاوز عدد الأسئلة 12000، وفي عام 2011 كان هناك حوالي 28353 سؤالا. لمواجهة هذا الكم الهائل من الأسئلة، ناقشت الجمعية الوطنية في عام 2014 مسألة التقليل من الأسئلة الكتابية. في نفس العام، تراجعت نسبت الإجابة عن الأسئلة إلى 68 من المائة، بعد أن كانت 96 من المائة خلال تشريعية 1993-1997. أعلن رئيس الجمعية الوطنية آنذاك كلود برتلون في 22 يونيو-حزيران 2015 تقليص عدد الأسئلة الكتابية المسوح بها إلى 52 سؤالا لكل نائب سنويا، بدءا من الفاتح أكتوبر-تشرين الأول 2015، لغاية 30 سبتمبر-أيلول 2016، لكن تم فيما بعد تمديد العمل بإجراء التقليص هذا.
أغلب الأسئلة تصدر من النواب بحد ذاتهم، لكن يمكن للنواب طرح أسئلة بالنيابة عن الجهات المعنية. حسب القانون الداخلي للجمعية الوطنية، يتم تقييد إجابات الوزراء عن أسئلة النواب في الجريدة الرسمية، ثم يتم مراقبة هذه الإجابات من قبل رؤساء الكتل البرلمانية. يقوم هؤلاء الآخرون بالإشارة إلى أية أسئلة لم يتم الإجابة عنها بشكل فعلي من طرف الوزراء، والتي يجب عليهم الإجابة عنها في غضون عشرة أيام. رغم هذا الإجراء، فإنه في عام 2018 بلغت نسبة الإجابة عن الأسئلة 39 من المائة فقط عن أسئلة أعضاء مجلس الشيوخ، و42 من المائة عن أسئلة أعضاء الجمعية الوطنية.
الأسئلة الشفوية يتم طرحها مباشرة من قبل النواب خلال جلسات البرلمان، ومنذ عام 1974، يتم بثها على المباشر عبر قنوات التلفاز.

### صلاحيات أخرى
يمكن لرئيس الجمهورية قراءة رسالة أو التوجه بخطاب للبرلمان المجتمع بغرفتيه. يمكن للبرلمان عزل رئيس الجمهورية في حالة عدم إلتزامه بواجباته مما يتنافى مع عهدته الرئاسية. تنتخب كل غرفة من البرلمان ستة من أصل خمسة عشرة حاكم في محكمة العدل للجمهورية. هذه المحكمة تختص في النظر في المخالفات المرتكبة من طرف أعضاء الحكومة خلال ممارستهم لمهامهم الحكومية.
يمكن للبرلمان التصويت على تعديل الدستور. على خلاف القوانين العادية، القوانين التي تعنى بتغيير الدستور تستوجب التصويت على نص متطابق في كلا غرفتي البرلمان. إذا تم استفاء هذا الشرط، يتم لاحقا التصويت على التعديل المقترح سواء عن طريق الاستفتاء، أو عن طريق تصويت في كونغرس الجمهورية (وهو مجلس يضم النواب من كلتا غرفتي البرلمان، الجمعية الوطنية ومجلس الشيوخ). يجب على النص الحصول على ثلاثة أخماس الأصوات المعبر عنها قبل أن يتم تبنيه.
يمكن لكلتا غرفتي البرلمان التصويت على قرارات لتغيير قانونها الداخلي، لكن يجب إيداع هذه القرارات لدى المجلس الدستوري مسبقا.

## حل الجمعية الوطنية
يملك رئيس الجمهورية صلاحية حل الجمعية الوطنية، وهذا لمرة واحدة فقط خلال العام. هذا الإجراء معمول به في دول ديموقراطية أخرى، مثل ألمانيا.
بين 1958 و2024 تم حل الجمعية الوطنية ستة مرات.
حل شارل ديغول الجمعية الوطنية للمرة الأولى في 10 أكتوبر-تشرين الأول 1962 وهذا على عقب تبني الجميعة مقترح لحجب الثقة عن حكومة الوزير الأول جورج بومبيدو. فضل ديغول الإبقاء على بومبيدو في منصب الوزير الأول، وإعطاء الكلمة للشعب لحل هذا النزاع. في الانتخابات التشريعية الموالية فاز حزب الاتحاد للجهورية الحديثة الموالي لديغول، متحالفا مع حزب الجمهوريين المستقلين.
حل ديغول الجمعية الوطنية مرة ثانية في 30 مايو-أيار 1968، وهذا لفك أزمة مايو-أيار 68. فاز مجددا الحزب الموالي لديغول بالأغلبية الساحقة (293 مقعدا من أصل 487).
حل فرنسوا ميتران الجمعية في 22 مايو-أيار 1981، وهذا بعد فوزه في الانتخابات الرئاسية. فاز الحزب الاشتراكي الموالي للرئيس بالانتخابات، وحصل على 266 مقعدا من أصل 491. حل فرنسوا ميتران البرلمان مرة ثانية بعد إعادة انتخابه كرئيس في 1988. مرة أخرى فازت أحزاب اليسار الموالية للرئيس بالانتخابات، مع 275 مقعدا للحزب الاشتراكي و41 مقعدا لحلفائهم من أصل 575 مقعدا.
حل جاك شيراك الجمعية الوطنية في 21 أبريل-نيسان 1997، قبل عام واحد من التاريخ الأصلي للانتخابات التشريعية. على خلاف أمل الرئيس، فاز الحزب الاشتراكي وتحالف أحزاب اليسار بالانتخابات التشريعية، مما قاد ليونيل جوسبن ليصبح وزيرا أولا.
حل إيمانوييل ماكرون الجميعة الوطنية في 9 يونيو-حزيران 2024، بعد خسارة حزبه في الانتخابات الأوروبية.

## تنظيم الدورات والجلسات

### الدورات
الفترات التي يتم خلالها إجراء نقاشات البرلمان تدى بالدورات البرلمانية، وتنقسم إلى ثلاثة أصناف:
- الدورة العادية من أكتوبر-تشرين الأول إلى يونيو-حزيران.[37] في السابق، كان هناك دورتان عاديتان، الأولى من أكتوبر-تشرين الأول إلى ديسمبر-كانون الأول، والثانية من أبريل-نيسان إلى يونيو-حزيران، متاحة بذلك عطلتين للنواب: عطلة الشتاء وعطلة الصيف. انتقد رئيس الجمعية السابق فيليب سيغن هذا النظام القديم بشدة، وأقر إصلاحا في 1995 الذي حدد دورة عادية واحدة تستمر لمدة 120 يوما على الأقل، ويحق لكل غرفة من البرلمان تنظيم رزنامة الأسابيع والأيام خلال الدورة.
- الدورة غير العادية (أو الدورة الاستثنائية): وتجري خارج فترة الدورة العادية، حيث يمكن استدعاء البرلمان من قبل رئيس الجمهورية، الوزير الأول، أو أغلبية من النواب، وهذا لدورة تدوم إثني عشر يوما أو أكثر.[38] مؤخرا، صار من الشائع عقد دورة غير عادية في شهر يوليو-تموز، وأخرى في شهر سبتمبر-أيلول.[39]
- جلسات بحكم القانون: تجتمع الجمعية بحكم القانون بعد حل البرلمان (في ثاني يوم خميس بعد انتخاب الجمعية الجديدة أو لمدة 15 يوما خارج الدورة العادية)[40] وهذا بطلب من رئيس الجمهورية.[34]

### الرزنامة
تقسم الرزنامة إلى فصول يدوم كل منها أربعة أسابيع، موزعة على الشكل الآتي:
- أسبوعين مخصصين لدراسة نصوص الحكومة.
- أسبوع مخصص لدراسة النصوص المقترحة من قبل النواب مع يوم واحد مخصص لنواب الكتل البرلمانية التي تمثل الأقلية أو المعارضة.
- أسبوع واحد مخصص للرقابة.

### الرزنامة اليومية
تحدد الرزنامة اليومية من قبل مؤتمر رؤساء الكتل (أو المجموعات) البرلمانية للجمعية الوطنية. تنظم المناقشات في حصص. خلال الأسبوع، تجري الحصص عادة على النحو الآتي:
- يوم الثلاثاء:
  - من التاسعة والنصف صباحا إلى الواحدة زوالا: جلسة مخصصة للأسئلة الشفوية دون مناقشات
  - من الثالثة زوالا للثامنة مساء: جلسة مخصصة للأسئلة للحكومة
  - جلسة أخرى من التاسعة والنصف ليلا إلى منتصف الليل
- يوم الأربعاء:
  - جلسة من الثالثة زوالا إلى الثامنة مساء
  - جلسة من التاسعة والنصف ليلا إلى منتصف الليل
- يوم الخميس:
  - جلسة من التاسعة صباحا إلى الواحدة زوالا
  - جلسة من الثالثة زوالا إلى الثامنة مساء
  - جلسة من التاسعة والنصف ليلا إلى منتصف الليل

أيام الإثنين والجمعة مخصصة لعمل النواب في دوائرهم الانتخابية، يمكن للحكومة طلب إضافة جلسات برلمانية في هذه الأيام إذا استلزم الأمر. في هذه الحالة، جلسة الإثنين تبدأ على الرابعة زوالا.
مصلحة الجلسات هي المكلفة بإعداد الرزنامة اليومية، وهذا بمعية وزير العلاقات مع البرلمان.

### الجلسات العلنية
جلسات الجمعية الوطنية علنية، لكن يمكنها أن تجري بشكل سري (لكن هذا لم يحدث لحد الآن في تاريخ الجمهورية الخامسة). يمكن للجمهور حضور النقاشات في قاعة البرلمان، وهذا بدعوة من النواب. يمكن كذلك متابعة الجلسات عبر الأنترنيت في الموقع الرسمي للجمعية الوطنية أو موقع قناة LCP-AN. تنشر محاظر الجلسات في الجريدة الرسمية وكذلك عبر الموقع الرسمي للجمعية الوطنية.

### أماكن الجلوس
يتم تخصيص مكان جلوس لكل نائب في قاعة البرلمان. يجمع النواب على حسب الكتل البرلمانية، وعادة ما يجلس نواب أحزاب اليسار في الجهة اليسار للقاعة من منظور مقعد رئيس الجمعية، في حين نواب أحزاب اليمين يجلسون في الجهة اليمنى. خلال الجلسات، يمكن للنواب تغيير أماكن جلوسهم.
يجلس أعضاء الحكومة في أسفل قاعة البرلمان، ويجلس مساعدوهم خلفهم مباشرة، لكن لا يحق للمساعدين المشاركة في نقاشات البرلمان.
يجلس الجهور في المدرجات أعلى قاعة البرلمان، ويمكن تخصيص هذه الأماكن للصحفيين. هناك مدرج يدعى بالـ"مقبرة"، وهو مخصص للنواب السابقين الراغبين بحضور الجلسات.
مقعد رئيس الجمعية يدعى بالفرنسية "perchoir" (وتعني عامة "المكان العالي"). الأماكن الموجودة حول مقعد رئيس الجمعية مخصصة للإداريين وحراس الجمعية الوطنية.

### رئاسة الجلسة
رئيس الجلسة مسؤول عن تسيير المناقشات في الجلسات، ويساعده في ذلك السكرتير العام لرئاسة الجمعية الوطنية، إضافة إلى المدير العام للمصالح التشريعية أو مدير مصلحة الجلسات. مساعدو رئيس الجمعية مسؤولون عن تحديث محتوى ملف الرئيس، مثلا طلبات تعديلات القوانين. هم مسؤولون كذلك عن نصح رئيس في حالة وقوع حوادث خلال الجلسة. يجلس مساعدو الرئيس حول المقعد الرئاسي، في مقعد يسمى بالفرنسية "la miséricorde" (وتعني حرفيا "الرحمة").

## انتخاب النواب
يبلغ عدد نواب الجمعية الوطنية 577 نائبا عن 577 دائرة انتخابية يتم انتخابهم في اقتراع على دورتين لعهدة تدوم خمسة سنوات.
النواب الحاصلون على الأغلبية المطلقة من الأصوات في الدور الأول أو على 25 من المائة على الأقل من أصوات المنتخبين المسجلين في القوائم الانتخابية في دوائرهم يتم انتخابهم مباشرة دون دور ثاني. في حالة عدم استفاء أي من المترشحين لهذه الشروط، يتم إجراء دور ثاني بين المترشحين الحاصلين على 12.5 من المائة من الأصوات على الأقل في الدور الأول، ويفوز المترشح الحائز على أعلى نسبة من الأصوات في الدور الثاني بالانتخابات. التأهل في الانتخابات يعتمد على النسبة المؤية من إجمالي عدد المنتخبين المسجلين في القوائم الانتخابية (وليس عدد المنتخبين المصوتين في الانتخابات). في حالة إجراء دور ثاني، عادة ما يتواجه مترشحين إثنين، لكن هناك حالات يتأهل فيها ثلاثة مترشحين للدور الثاني، وتسمى بالثلاثية، وحالات نادرة يتأهل فيها أربعة مترشحين للدور الثاني، وتسمى بالرباعية.

### شروط الأهلية للترشح
شروط انتخاب النواب يحددها قانون الانتخاب. القانون الحالي يطبق منذ عام 2012.
الشروط الأساسية للترشح في الانتخابات هي الجنسية الفرنسية و سن 18 عاما على الأقل (السن الأدنى كان 23 عاما على الأقل قبل 2011). الأشخاص البالغين تحت وصاية أو تحت قوامة على عاجز لا يحق لهم الترشح في الانتخابات.
لا يمكن للنائب في الجمعية الوطنية خلال عهدته شغل المناصب الآتية: عضو مجلس الشيوخ، نائب في البرلمان الأوروبي، عضو في الحكومة، عضو في المجلس الدستوري، أو عضو في مجلس الاقصاد، الاجتماع، والبيئة.
كذلك لا يمكن للنائب في الجمعية الوطنية خلال عهدته ممارسة مهنة عسكرية. يمكن للنائب في الجمعية الوطنية خلال عهدته شغل منصب واحد فقط إضافي من المناصب الآتية: مستشار إقليمي، مستشار في مجلس كورسيكا، مستشار عام، مستشار في مجلس باريس، أو مستشار بلدي في بلدة يتجاوز عدد سكانها 3500 نسمة. لا يحق للمحافظين الترشح في الدوائر التي يعملون فيها أو علموا فيها منذ أقل من ثلاثة سنوات من تاريخ الانتخابات.
منذ انتخابات 2017، لا يمكن للنواب في الجمعية الوطنية شغل مناصب تنفيذية محلية، مثل مناصب: عمدة، رئيس مجلس إقليمي، أو رئيس مجلس بلدي.

### تنظيم الانتخابات
ينتخب نواب الجمعية الوطنية عن طريق الاقتراع العام المباشر بنظام اقتراع على دورتين قائم على الحصول على الأغلبية. تقسم كل مقاطعة (بالفرنسية département) إلى دوائر انتخابية (بالفرنسية circonscriptions) وتضم كل دائرة حوالي 105600 نسمة، ولكل مقاطعة نائب واحد على الأقل. قانون الانتخاب لعام 1986 ينص على أن الاختلاف في عدد السكان بين الدوائر الانتخابية لا يمكن أن يتجاوز 20 من المائة أكثر من المعدل الوطني لعدد سكان الدوائر الانتخابية.
منذ عام 1958، تراوح عدد النواب بين 482 و579. في عام 1986، تم تحديد عدد النواب بـ577 نائبا، ودعم هذا القرار بالقانون الدستوري لعام 2008 الذي أدرج عدد النواب هذا في الدستور.
القانون العضوي 10 يوليو-تموز 1985 أسس التمثيل النسبي لقائمة الأحزاب، وهذا على حسب أعلى معدل نسبة أصوات في المقاطعة. في ظل هذا القانون، يجب على الحزب الحصول على 5 من المائة على الأقل من الأصوات للحصول على نواب في الجمعية الوطنية. طبق هذا القانون خلال الانتخابات التشريعية لعام 1986، لكن الأغلبية التي فازت بالانتخابات سرعان ما ألغت نظام الاقتراع بالتمثيل النسبي، وتبنت من جديد الاقتراع المباشر القائم على الحصول على الأغلبية.
القانون الدستوري 23 يوليو-تموز 2008 أقر بتمثيل الفرنسيين المقيمين خارج فرنسا بنواب في الجمعية الوطنية. في عام 2010 تمت إعادة توزيع الدوائر الانتخابية. طبقا لهذه التعديلات، فإن عدد النواب يوزع كالآتي منذ انتخابات 2012:
- 556 نائبا لمقاطعات فرنسا القارية
- 10 نواب لأقاليم ما وراء البحار
- 11 نائبا للفرنسيين المقيمين خارج فرنسا

يترشح كل نائب للانتخابات التشريعية بمعية مساعد. هذا المساعد يحل محل النائب في حال توفي هذا الأخير أو عدم قدرته على أداء مهامه.
للفوز في الانتخابات من الدور الأول، يجب الحصول على الأغلبية المطلقة لأصوات المنتخبين، أو أصوات تعادل ربع (واحد من أربعة) من عدد المسجلين في اللوائح الانتخابية. يحق لكل مترشح حاصل على 12.5 من المائة على الأقل من أصوات المسجلين في القوائم الانتخابية الترشح للدور الثاني. في حالة وجود مترشح واحد فقط يستوفي هذا الشرط، يتم اختيار المترشح الحاصل على ثاني أكبر عدد من الأصوات في الدور الأول كالمترشح الثاني في الدور الثاني. في حالة عدم استفاء شرط الـ 12.5 من المائة من أي من المترشحين، يتم اختيار المترشحين الحاصلين على أكبر عدد من الأصوات في الدور الأول للتأهل للدور الثاني.
في الدور الثاني، يكفي الحصول على أغلبية نسبية للفوز بالانتخابات. في حالة حصول مرشحين إثنين على نفس نسبة الأصوات في الدور الثاني، يفوز بالانتخابات المترشح الأكبر سنا.

### استخلاف النواب
يتم استخلاف النواب في الحالات الآتية: وفاة، قبول مهام كعضو في الحكومة، عضو في المجلس الدستوري، أو منصب المدافع عن الحقوق، وكذلك في حالة قبول مهمة من الحكومة تدوم بأكثر من ستة أشهر. يستخلف النواب مساعدوهم الذين اختاروهم خلال الانتخابات. في حالة إلغاء نتائج الانتخابات في الدائرة الانتخابية، أو أية حالات أخرى غير المشار إليها سابقا، يتم إجراء انتخابات جديدة في الدائرة تدعى بالانتخابات الجزئية خلال مهلة ثلاثة أشهر من شغور منصب النائب.

### المساواة وحقوق المرأة
تاريخ النساء في الجمعية الوطنية يرتبط بشكل وثيق بحصول النساء على الحق في الانتخاب في عام 1945.خلال الحرب العالمية الثانية، جمعية التشاور المؤقتة التي اتخذت الجزائر العاصمة مقرا لها بين 3 نوفمبر-تشرين الثاني 1943 و25 يوليو-تموز 1944 شملت نائبة واحدة فقط وهي مارت سيمارد (تم تعيين امرأة أخرى كنائبة تدعى لوسي أوبراك، لكنها لم تتكمن من السفر للجزائر، فحل زوجها ريموند أوبراك مكانها في الجمعية). في حين الجمعية المؤقتة في باريس، فقد ضمت بين 7 نوفمبر-تشرين الثاني 1944 و 3 أغسطس-آب 1945 ستة عشر نائبة.
خلال الانتخابات التشريعية لعام 1945 حصلت النساء على 33 مقعدا، محرزين أول دخول للنائبات النساء للجمعية الوطنية الفرنسية، وقد ضمت هذه المجموعة: 17 نائبة عن الحزب الشيوعي، 6 عن الحزب الاشتراكي، 9 من الحزب الموالي لديغول، ونائبة واحدة من حزب آخر. في عام 1945، مثلت النساء 5.6 من النواب، وانخفضت هذه النسبة إلى 1.4 من المائة في عام 1958، لترتفع من جديد في عام 1981 إلى 7.1 من المائة، واستمرت بالارتفاع لتبلغ 18.5 من المائة في عام 2007.
قرر قانون المساواة 6 يونيو-حزيران 2000 تقليص المساعدات العامة للأحزاب التي لا تحترم المساواة بين الجنسين في تقديم المترشحين للانتخابات. تزامن هذا مع زيادة في عدد النائبات، لتبلغ نسبتهن 26.9 من المائة في عام 2012، ما يعادل 155 نائبة.
انتخابات 2017 شهدت الرقم القياسي للنائبات، حيث بلغت نسبتهن 38.65 من المائة من نواب الجمعية الوطنية، ما يعادل 223 نائبة.

## التنظيم

### المكتب
مكتب الجمعية الوطنية هو الهيئة العليا لتنظيم الجمعية، وهو مسؤول عن التسيير الداخلي للغرفة السفلى للبرلمان. يضم المكتب عشرين عضوا، بما في ذلك رئيس الجمعية الوطنية. الأعضاء الآخرون (نواب الرئيس، المراقبون الماليون، والسكرتير) يتم انتخابهم في بداية كل تشريعية جديدة، وهذا في الجلسة التي تلي انتخاب رئيس الجمعية. في حين أن عهدة رئيس الجمعية تدوم طوال التشريعية (خمسة سنوات عادة)، أعضاء المكتب الآخرون يتم تجديد انتخابهم في بداية كل دورة برلمانية، ما عدا الدورة البرلمانية التي تسبق نهاية التشريعية.
خلال جلسة افتتاح التشريعية التي يتم خلالها انتخاب رئيس الجمعية الوطنية وأعضاء أول مكتب للجمعية الوطنية، يتم وضع "مكتب الأعمار" ورئيسه هو النائب الأكبر سنا بين النواب، ويساعده ستة نواب الأصغر سنا. الدور الوحيد لمكتب الأعمار هو تسيير انتخاب رئيس الجمعية الوطنية. لا يمكن لأي نقاش برلماني أن يقع تحت رئاسة النائب الأكبر سنا، لكن جرت العادة منذ عام 1876 أن يقوم هذا الأخير بتوجيه خطاب لزملائه يشاركهم فيه تجربته مع الحياة البرلمانية.

#### رئيس الجمعية الوطنية
رئيس الجمعية الوطنية مسؤول عن إدارة نقاشات البرلمان وتسيير أعماله. هو الشخصية الرابعة في الترتيب التسلسلي لشخصيات الدولة، بعد رئيس الجهورية، الوزير الأول، ورئيس مجلس الشيوخ.
خلال التشريعية، يتولى الرئيس افتتاح واختتام الجلسات، تنشيط النقاشات، وتطبيق النظام الداخلي للجمعية. يمكن استخلاف رئيس الجمعية من قبل نواب رئيس الجمعية الوطنية. منذ الإصلاحات الدستورية لعام 2008، يمكن لرئيس الجمعية الوطنية إيداع مقترح قانون بعد مشاورة مجلس الدولة، أو استدعاء لجنة مختلطة بمعية رئيس مجلس الشيوخ لاقتراح قانون. يسهر رئيس الجمعية على احترام الإجراءات في الجمعية.
يملك رئيس الجمعية صلاحيات دستورية هامة: يحق له تعيين ثلاثة أعضاء من أصل تسعة في المجلس الدستوري، وتعيين عضوين إثنين من أصل ستة أعضاء في المجلس الأعلى للقضاء. يجب على رئيس الجمهورية مشاورة رئيس الجمعية الوطنية قبل ممارسة بعض من صلاحياته الدستورية، مثلا حل البرلمان. يحق لرئيس الجمعية الوطنية إيداع طلب للمجلس الدستوري للتحقق من دستورية أي قانون قبل إقراره (أو نشره). يحق لرئيس الجمعية، بمعية أعضاء مكتب الجمعية، إصلاح أو تغيير القانون الداخلي للجمعية الوطنية.
في حالة اجتماع غرفتي البرلمان في آن واحد، يترأس رئيس الجمعية الجلسة (والتي تدعى بكونغرس الجمهورية). يترأس رئيس الجمعية الوطنية كذلك المحكمة العليا في حال اجتماعها.
يتم انتخاب رئيس الجمعية في الجلسة الافتتاحية للتشريعية التي يترأسها النائب الأكبر سنا بين النواب، وتدوم عهدته طوال مدة التشريعية. يتم الانتخاب داخل قاعة البرلمان عن طريق أوراق الاقتراع بشكل سري. النائب الحاصل على الأغلبية المطلقة في الدور الأول، أو الأغلبية النسبية في الدورين الثاني أو الثالث، يفوز بالاقتراع ويصبح رئيس للجمعية. في حالة تساوي الأصوات، يتم اختيار النائب الأكبر سنا كفائز.
إضافة للراتب الشهري الذي يحصل عليه كل نائب، يحصل رئيس الجمعية الوطنية على معاش إضافي يقدر بحوالي سبعة آلاف يورو شهريا.

#### نواب رئيس الجمعية الوطنية
هناك ستة نواب لرئيس الجمعية الوطنية، ويتم اختيارهم من بين مترشحين من الكتل الحزبية. المهمة الرئيسية للنواب هي استخلاف رئيس الجمعية في حالة عدم تمكنه من أداء مهامه، ويتم الاستخلاف حسب تسلسل نواب الرئيس، من نائب الرئيس الأول إلى نائب الرئيس السادس. يتولى كل نائب رئيس إدارة واحدة من البعثات التي يتم فيها توزيع أعضاء مكتب الجمعية لاتخاذ قرارات معينة. حاليا، هناك بعثات معنية بالأمور الآتية:
- التزام النواب بمهامهم
- الاتصال
- الأنشطة الدولية
- المسائل المتعلقة بالمكاتب البرلمانية
- معاينة مقبولية مقترحات القوانين
- مجموعات الدراسات

نواب رئيس الجمعية هم جزء من مؤتمر الرؤساء، الذي يضم بالإضافة رئيس الجمعية، رؤساء لجان البرلمان، ورؤساء الكتل البرلمانية. مهمة مؤتمر الرؤساء هي إبداء رأي حول رزنامة العمل اليومية المحددة من قبل الحكومة. يستفيد نواب رئيس الجمعية من معاش إضافي علاوة على راتب النائب، ويقدر بحوالي ألف يورو شهريا.

#### مراقبو المال
هناك ثلاثة مراقبي مال (بالفرنسية questeurs) في الجمعية الوطنية، وحسب المادة 10-2 من القانون الداخلي للجمعية، يجب أن يكون واحد منهم من أحزاب المعارضة.
يمارس مراقبو المال المهام المتعلقة بمسائل المالية، المحاسبة، والإدارة المتعلقة بالتسيير المستقل للجمعية الوطنية. لا يحق لمراقبي المال إقرار نفقات جديدة في الجمعية.
يستفيد مراقبو المال من معاش إضافي علاوة على راتبهم كنواب، ويقدر بحوالي خمسة آلاف يورو شهريا.

#### السكرتير
هناك إثني عشر سكرتير، ومهمتهم هي مساعدة رئيس الجمعية في الجلسات العلنية، ومراقبة مصداقية نتائج التصويت في الجمعية. يستفيد كل سكرتير من معاش إضافي علاوة على رواتب النواب، يقدر بحوالي سبعة آلاف يورو شهريا.

### لجان البرلمان

#### اللجان التشريعية الدائمة
هناك ثماني لجان دائمة على الأكثر في الجمعية الوطنية (نفس العدد موجود في مجلس الشيوخ). اللجان مسؤولة بشكل رئيسي على مناقشة وتصويت النصوص قبل الجلسات العلنية. يمكن إنشاء لجنة خاصة بطلب من الحكومة تتولى دراسة نص معين. يمكن للجنة استدعاء أي شخص تعتبر أنه من المهم استجوابه.
القانون الدستوري 23 يوليو-تموز 2008 يعطي للجان الدائمة الحق في إبداء رأيها حول بعض تعيينات رئيس الجمهورية، مثل تعيين أعضاء المجلس الدستوري.
منذ دخول القانون العضوي المتعلق بقوانين المالية حيز التنفيذ، فإن لجنة المالية مسؤولة عن التدقيق في ميزانية الدولة وتطبيقها.
اللجان الدائمة تلعب دورا هاما في مراقبة الحكومة، وفي هذا السياق، بإمكانها الشروع في جلسات استماع أو إنشاء بعثات تقصي الحقائق. يمكن للجان كذلك عبر تقاريرها مراقبة تطبيق الحكومة للقوانين. تستوجب اللجان بشكل مستمر أعضاء الحكومة، بما في ذلك الوزير الأول، الخبراء، وممثلي الأوساط المهنية. خلال التشريعية الرابعة عشرة، كان هناك 2837 جلسة استماع منظمة من طرف اللجان. عادة ما تكون جلسات الاستماع علنية، ما عدا في بعض الحالات الاستثنائية.
اللجان الثمانية الدائمة في الجمعية الوطنية هي:
- لجنة الشؤون الثقافية والتربية
- لجنة الشؤون الاقتصادية
- لجنة الشؤون الخارجية
- لجنة الشؤون الاجتماعية
- لجنة الدفاع الوطني والقوات المسلحة
- لجنة التطوير المستديم وتهيئة الإقليم
- لجنة المالية والاقتصاد العام ومراقبة الميزانية
- لجنة القوانين الدستورية والتشريع والإدارة العامة للجمهورية

#### لجان التحقيق
يمكن لكلا غرفتي البرلمان إنشاء لجان تحقيق برلمانية بعد التصويت على قرار الإنشاء. الهدف من لجنة التحقيق هو جمع المعلومات حول أحداث معينة، حول تسيير الخدمات العمومية، أو حول المؤسسات الوطنية. بعد التحقيق، يجب على اللجنة إيداع استنتاجاتها للجمعية الوطنية. لا يمكن إنشاء لجان تحقيق حول قضايا يتم معالجتها في المحاكم. إذا تم فتح لجنة تحقيق حول موضوع ما، ثم حدث أن هذا الموضوع أدى لمتابعات قضائية، فإنه يجب إنهاء مهام اللجنة. يتم اختيار أعضاء لجنة التحقيق بشكل يحفظ تمثيل نسبي للكتل البرلمانية. لجان التحقيق مؤقتة، وتنتهي مهمتها بإيداع تقرير أو بيان التحقيق، أو في غضون ستة أشهر من تاريخ إنشاء اللجنة. لا يمكن إعادة فتح لجنة تحقيق حول نفس الموضوع لغاية إثني عشر شهرا على الأقل من تاريخ انتهاء اللجنة السابقة.

### الكتل البرلمانية
حسب القانون الداخلي للجمعية الوطنية، فإنه يمكن للنواب أن يتجمعوا في كتل أو مجموعات برلمانية. يحب أن تحتوي المجموعة على خمسة عشرة نائبا على الأقل وهذا منذ 2009 (الحد الأدنى كان عشرين بين 1988 و 2009، وثلاثين قبل ذلك). يحب على الكتلة البرلمانية تقديم تصريح سياسية ممضي عليه من طرف كل أعضاء المجموعة لرئيس الجمعية الوطنية، وهذا خلال افتتاح التشريعية.
عادة ما يكون نواب الكتل البرلمانية من نفس الحزب، مثلا الكتلة البرلمانية الاشتراكية تضم النواب من الحزب الاشتراكي. بعض النواب من الأحزاب الصغيرة أو بدون انتماء حزبي بإمكانهم الارتباط بكتلة برلمانية لحزب آخر (بالفرنسية s'apparenter)، في هذه الحالة لا يتم حسابهم ضمن الحد الأدنى لخمسة عشرة نائبا.
تقرر الكتل البرلمانية بمعية رئيس الجمعية الوطنية أماكن الجلوس في قاعة البرلمان. لكل كتلة برلمانية نظام داخلي خاص بها، وتنتخب كل كتلة رئيسا لها. يشارك رئيس الكتلة البرلمانية في مؤتمر الرؤساء، ويملك صلاحيات هامة كطلب إنشاء لجنة برلمانية، طلب إيقاف جلسة برلمانية، طلب التحقق من الأصوات من مختلف الاقتراعات، وغيرها من الصلاحيات.
تعين كل كتلة برلمانية ممثلين عنها في مكتب الجمعية الوطنية وفي مختلف لجان البرلمان. تحوز الكتلة البرلمانية على تمويل مالي وكذلك مكاتب وقاعات مخصصة لاجتماعاتها. هذه الامتيازات تزداد على حسب عدد النواب في الكتلة.
بلغ عدد الكتل رقما قياسيا في 2020، مع عشرة كتل برلمانية.

## مقالات ذات صلة
- قائمة الشخصيات الأجنبية المستدعاة للتحدث في الجمعية الوطنية الفرنسية
- البرلمان الفرنسي
- مجلس الشيوخ الفرنسي
- كتلة برلمانية

## روابط خارجية
- الموقع الرسمي للجمعية الوطنية الفرنسية

1. ↑  nationale, Assemblée. "Contacter le service des visites". Assemblée nationale (بالفرنسية). Archived from the original on 2024-08-23. Retrieved 2024-07-11.
2. ↑  "Les habits neufs de l'Assemblée et du Sénat". Le Figaro (بالفرنسية). 16 Jun 2017. Archived from the original on 2023-02-03. Retrieved 2024-07-11.
3. 1 2  "Article 24 de la Constitution de la Cinquième République française". Wikipédia (بالفرنسية). 28 May 2023.
4. 1 2  "Article 39 de la Constitution de la Cinquième République française". Wikipédia (بالفرنسية). 28 May 2023.
5. 1 2  "Article 43 de la Constitution de la Cinquième République française". Wikipédia (بالفرنسية). 1 Nov 2023.
6. ↑  "Article 44 de la Constitution de la Cinquième République française". Wikipédia (بالفرنسية). 13 Jul 2023.
7. ↑  "Article 40 de la Constitution de la Cinquième République française". Wikipédia (بالفرنسية). 1 Nov 2023.
8. ↑  "Article 45 de la Constitution de la Cinquième République française". Wikipédia (بالفرنسية). 1 Nov 2023.
9. 1 2  "Article 61 de la Constitution de la Cinquième République française". Wikipédia (بالفرنسية). 6 Nov 2023.
10. ↑  "Article 10 de la Constitution de la Cinquième République française". Wikipédia (بالفرنسية). 12 Jul 2023.
11. ↑  "Article 11 de la Constitution de la Cinquième République française". Wikipédia (بالفرنسية). 28 Dec 2023.
12. ↑  "Article 49 de la Constitution de la Cinquième République française". Wikipédia (بالفرنسية). 7 Jul 2024.
13. ↑  Jacques Chaban Delmas demande la confiance de l'Assemblée Nationale | INA (بالفرنسية), Archived from the original on 2024-11-02, Retrieved 2024-07-11
14. ↑  "Histoires d'Info. Quand le Canard enchaîné enterrait les ambitions de Chaban-Delmas, en 1972". Franceinfo (بfr-FR). 2 Feb 2017. Archived from the original on 2024-07-13. Retrieved 2024-07-11.{{استشهاد ويب}}:  صيانة الاستشهاد: لغة غير مدعومة (link)
15. 1 2  "Fiche n°64La mise en cause de la responsabilité du Gouvernement". www.assemblee-nationale.fr (بالفرنسية). Archived from the original on 2024-07-12. Retrieved 2024-07-11.
16. ↑  "Assemblée nationale". www.assemblee-nationale.fr (بالفرنسية). Archived from the original on 2024-07-12. Retrieved 2024-07-11.
17. ↑  "Le 49-3 est-il démocratique ?". France Inter (بالفرنسية). 11 Jul 2016. Archived from the original on 2024-12-13. Retrieved 2024-07-11.
18. ↑  LIBERATION. "L'article 49.3 de la Constitution, mode d'emploi". Libération (بالفرنسية). Archived from the original on 2024-12-07. Retrieved 2024-07-11.
19. ↑  "Qu'est-ce que l'article 49.3 ?". Le Monde.fr (بالفرنسية). 10 May 2016. Archived from the original on 2024-12-13. Retrieved 2024-07-11.
20. ↑  "Article 35 de la Constitution de la Cinquième République française". Wikipédia (بالفرنسية). 1 Nov 2023.
21. ↑  "Article 36 de la Constitution de la Cinquième République française". Wikipédia (بالفرنسية). 1 Jul 2024.
22. ↑  "Loi no 55-385 du 3 avril 1955 relative à l'état d'urgence". مؤرشف من الأصل في 2022-10-02.
23. ↑  "Article 52 de la Constitution de la Cinquième République française". Wikipédia (بالفرنسية). 17 Feb 2024.
24. ↑  "Article 53 de la Constitution de la Cinquième République française". Wikipédia (بالفرنسية). 7 Apr 2024.
25. ↑  "Article 34-1 de la Constitution de la Cinquième République française". Wikipédia (بالفرنسية). 28 May 2023.
26. ↑  "Fiche de synthèse n°49 : Les commissions d'enquête et les missions d'information créées par la Conférence des présidents". مؤرشف من الأصل في 2016-07-09.
27. ↑  "Les questions". مؤرشف من الأصل في 2013-07-01.
28. ↑  Equy, Laure. "L'Assemblée se pose trop de questions (écrites)". Libération (بالفرنسية). Archived from the original on 2024-12-13. Retrieved 2024-07-11.
29. ↑  ActeursPublics. "L'Assemblée plafonne le nombre de questions écrites à 52 par député | À la une | Acteurs Publics". L'Assemblée plafonne le nombre de questions écrites à 52 par député | À la une | Acteurs Publics (بالفرنسية). Archived from the original on 2024-08-31. Retrieved 2024-07-11.
30. ↑  StreetPress. "Quand les lobbies écrivent les questions des députés aux ministres". StreetPress (بالفرنسية). Archived from the original on 2024-07-13. Retrieved 2024-07-11.
31. ↑   https://web.archive.org/web/20110807135535/http://www.performance-publique.budget.gouv.fr/farandole/2010/lfi/pdf/DBGNORMALLFIMSNPB.pdf. مؤرشف من الأصل (PDF) في 2011-08-07. {{استشهاد ويب}}: الوسيط |title= غير موجود أو فارغ (مساعدة)
32. ↑  ActeursPublics. "Questions écrites des parlementaires : le gouvernement peut mieux faire (et c'est lui qui le dit) | À la une | Acteurs Publics". Questions écrites des parlementaires : le gouvernement peut mieux faire (et c’est lui qui le dit) | À la une | Acteurs Publics (بالفرنسية). Archived from the original on 2024-12-13. Retrieved 2024-07-11.
33. ↑  "Alain Vidalies raconte les «stressantes» questions au gouvernement". Le Figaro (بالفرنسية). 7 Jul 2014. Archived from the original on 2014-07-12. Retrieved 2024-07-11.
34. 1 2  "Article 18 de la Constitution de la Cinquième République française". Wikipédia (بالفرنسية). 28 May 2023.
35. ↑  "Article 68-1 de la Constitution de la Cinquième République française". Wikipédia (بالفرنسية). 1 Nov 2023.
36. ↑  "Article 89 de la Constitution de la Cinquième République française". Wikipédia (بالفرنسية). 6 May 2024.
37. ↑  "Article 28 de la Constitution de la Cinquième République française". Wikipédia (بالفرنسية). 1 Nov 2023.
38. ↑  "Article 29 de la Constitution de la Cinquième République française". Wikipédia (بالفرنسية). 1 Nov 2023.
39. ↑  "Histoire - Assemblée nationale". www2.assemblee-nationale.fr. مؤرشف من الأصل في 2024-09-01. اطلع عليه بتاريخ 2024-07-12.
40. 1 2  "Article 12 de la Constitution de la Cinquième République française". Wikipédia (بالفرنسية). 8 Jul 2024.
41. ↑  "« Règlement de l'Assemblée nationale (septembre 2019)" (PDF). مؤرشف من الأصل (PDF) في 2024-08-31.
42. 1 2  "Corinne Luquiens : « Nous ne sommes pas des gardiens du Temple". مؤرشف من الأصل في 2014-09-11. اطلع عليه بتاريخ 2024-07-12.
43. ↑  "Article 33 de la Constitution de la Cinquième République française". Wikipédia (بالفرنسية). 19 Jun 2024.
44. ↑  "La Séance plénière". مؤرشف من الأصل في 2013-07-01.
45. ↑  "Assister à une séance publique - Assemblée nationale". www2.assemblee-nationale.fr. مؤرشف من الأصل في 2024-12-11. اطلع عليه بتاريخ 2024-07-12.
46. ↑  "Assemblée nationale - Répartition des sièges dans l'hémicycle". www.assemblee-nationale.fr. مؤرشف من الأصل في 2012-06-04. اطلع عليه بتاريخ 2024-07-12.
47. ↑  "Article 31 de la Constitution de la Cinquième République française". Wikipédia (بالفرنسية). 1 Nov 2023.
48. ↑  "Maire, sénateur, menuisier, agriculteur… Que sont devenus vos anciens députés ?". Franceinfo (بfr-FR). 27 Oct 2017. Archived from the original on 2024-07-14. Retrieved 2024-07-12.{{استشهاد ويب}}:  صيانة الاستشهاد: لغة غير مدعومة (link)
49. ↑  "Législatives: comment les députés battus continuent de hanter l'Assemblée nationale". BFMTV (بالفرنسية). Archived from the original on 2024-08-31. Retrieved 2024-07-12.
50. 1 2  "Élections législatives 2022 : dates, partis, candidats, sondages". مؤرشف من الأصل في 2024-12-04.
51. ↑  "Article L126 - Code électoral - Légifrance". www.legifrance.gouv.fr. مؤرشف من الأصل في 2024-09-01. اطلع عليه بتاريخ 2024-07-12.
52. ↑  "Article L162 - Code électoral - Légifrance". www.legifrance.gouv.fr. مؤرشف من الأصل في 2024-12-13. اطلع عليه بتاريخ 2024-07-12.
53. ↑  "Article LO129 - Code électoral - Légifrance". www.legifrance.gouv.fr. مؤرشف من الأصل في 2024-12-13. اطلع عليه بتاريخ 2024-07-12.
54. ↑  "Article LO137 - Code électoral - Légifrance". www.legifrance.gouv.fr. مؤرشف من الأصل في 2024-09-01. اطلع عليه بتاريخ 2024-07-12.
55. ↑  "Article LO141 - Code électoral - Légifrance". www.legifrance.gouv.fr. مؤرشف من الأصل في 2024-12-04. اطلع عليه بتاريخ 2024-07-12.
56. ↑  "Article LO132 - Code électoral - Légifrance". www.legifrance.gouv.fr. مؤرشف من الأصل في 2024-12-04. اطلع عليه بتاريخ 2024-07-12.
57. ↑  LOI organique n° 2014-125 du 14 février 2014 interdisant le cumul de fonctions exécutives locales avec le mandat de député ou de sénateur (1)، مؤرشف من الأصل في 2024-09-10، اطلع عليه بتاريخ 2024-07-12
58. ↑  "Conseil constitutionnel, Observations du Conseil constitutionnel sur les échéances électorales de 2007". مؤرشف من الأصل في 2017-07-29.
59. 1 2 3  "Article L126 - Code électoral - Légifrance". www.legifrance.gouv.fr. مؤرشف من الأصل في 2024-07-13. اطلع عليه بتاريخ 2024-07-13.
60. ↑  "Article LO176 - Code électoral - Légifrance". www.legifrance.gouv.fr. مؤرشف من الأصل في 2024-07-13. اطلع عليه بتاريخ 2024-07-13.
61. ↑  "L'égal accès des femmes et des hommes aux mandats électoraux et fonctions électives". مؤرشف من الأصل في 2012-06-04.
62. ↑  "L'Assemblée nationale n'a jamais été si féminine". L'Express (بالفرنسية). 18 Jun 2012. Archived from the original on 2024-07-13. Retrieved 2024-07-13.
63. ↑  "Contraintes renforcées et volontarisme affiché : une progression sans précédent des femmes à l'Assemblée - Haut Conseil à l'Égalité entre les femmes et les hommes". haut-conseil-egalite.gouv.fr. مؤرشف من الأصل في 2024-06-21. اطلع عليه بتاريخ 2024-07-13.
64. ↑  "Fiche n°13Le Bureau de l'Assemblée nationale". www.assemblee-nationale.fr (بالفرنسية). Archived from the original on 2024-07-24. Retrieved 2024-07-13.
65. ↑  "Rôle du Président / Le président / La présidence / Assemblée nationale". مؤرشف من الأصل في 2017-06-30. اطلع عليه بتاريخ 2024-07-13.
66. 1 2 3 4  "Le président de l'Assemblée nationale". مؤرشف من الأصل في 2013-07-01.
67. ↑  "Article 56 de la Constitution de la Cinquième République française". Wikipédia (بالفرنسية). 12 Nov 2023.
68. ↑  "Article 65 de la Constitution de la Cinquième République française". Wikipédia (بالفرنسية). 28 May 2023.
69. ↑  "Article 32 de la Constitution de la Cinquième République française". Wikipédia (بالفرنسية). 1 Nov 2023.
70. 1 2 3 4  "Fiche n°7La situation matérielle du député". www.assemblee-nationale.fr (بالفرنسية). Archived from the original on 2024-10-15. Retrieved 2024-07-13.
71. ↑  "Article 13 de la Constitution de la Cinquième République française". Wikipédia (بالفرنسية). 28 Jul 2023.
72. ↑  LOI n° 2010-838 du 23 juillet 2010 relative à l'application du cinquième alinéa de l'article 13 de la Constitution (1)، مؤرشف من الأصل في 2024-07-13، اطلع عليه بتاريخ 2024-07-13
73. ↑  "Fiche n°60Le rôle des commissions permanentes en matière de contrôle du Gouvernement". www.assemblee-nationale.fr (بالفرنسية). Archived from the original on 2024-12-07. Retrieved 2024-07-13.
74. ↑  "Commission des affaires culturelles et de l'éducation - Assemblée nationale". www2.assemblee-nationale.fr. مؤرشف من الأصل في 2024-12-13. اطلع عليه بتاريخ 2024-07-13.
75. ↑  "Article 51-2 de la Constitution de la Cinquième République française". Wikipédia (بالفرنسية). 1 Nov 2023.